# Благой Калеичев
Благой Калеичев или Калейчев е български просветен деец и революционер, деец на Вътрешната македоно-одринска революционна организация.

## Биография
Калеичев е роден в 1868 година във воденското село Владово, тогава в Османската империя, днес Аграс, Гърция. Завършва в 1891 година с шестия випуск Солунската българска мъжка гимназия. В 1894 година завършва естествени науки в Софийския университет и става учител. Работи в Сяр, Прилеп, Битоля, Солун, Стара Загора и други места. Занимава се и с революционна дейност. Като учител в Сярското четвъртокласно българско училище Калеичев основава в града комитет на ВМОРО и е член на окръжния революционен комитет. От 1896 до 1898 година е директор на училище в Прилеп и председател на околийския комитет на ВМОРО.
Умира в София на 16 април 1923 година.